# Anthemidinae
Пупавковые (лат. Anthemidinae)  — подтриба трибы Пупавковые (Anthemideae) семейства Астровые (Asteraceae).
Подтриба представлена однолетними и многолетники травами или полукустарничками. Листья очередные. Листовые пластинки 1—3 перисто-рассечённые. Цветки одиночные или соцветия собранные в щитки. Актиноморфные цветки типичны для сложноцветных. Плоды семянки.

## Роды
По современным представлениям подтрибу составляет семь родов:
- Anthemis L. typus — Пупавка включает более 170 видов
- Archanthemis Lo Presti & Oberpr. — 4 вида выведенные в отдельный род в 2010 году
- Cota J.Gay — около 40 видов рода, ранее составляли секцию Cota в составе рода Пупавка (Anthemis)
- Gonospermum Less. — около 5 видов
- Nananthea DC. — монотипный род, с единственным видом Nananthea perpusilla
- Tanacetum L. — Пижма включает более 150 видов
- Tripleurospermum Sch.Bip. — Трёхрёберник включает более 40 видов